# Врапци (породица)
Врапци (лат. Passeridae) су породица малих птица из реда Passeriformes. Такође су познати и као прави врапци, односно носе име као и род Passer из ове породице. Многе врсте врабаца се гнезде на кућама и зградама, а поједине врсте, попут домаћег или пољског врапца су једне од најпознатијих свих дивљих птица. Они се, пре свега, хране семенима, али такође конзумирају и мање инсекте. Неке врсте сакупљају храну по градовима, попут галебова или дивљих голубова, али готово све врсте из ове породице ће радо појести готово све у малим количинама.

## Опис
Генерално, врапци су мале, дебељушкасте, браон-сиве птице, са кратким репом и јаким здепастим кљуном. Понекад постоје само фине разлике између врста из ове породице. Дужина врабаца варира од 11,4 до 18 центиметара, а тежина од 13,4 до рекордних 42 грама. Врапци су физички слични осталим птицама које се хране семенима, попут зеба, али имају закржљало леђно спољно основно перо и још једну више кост у језику. Та кост, преглосална, помаже да дуже задрже семе у кљуну, те га не прогутају цело одмах. Такође, и на друге начине су се адаптирали једењу семена, у виду прехрамбених канала.

## Таксономија и систематика
Фамилију Passeridae је увео (као Passernia) француски полимат Константин Самуел Рафинеск 1815. Према класификацији која се користи у Приручнику птица света (HBW) главне групе врабаца су прави врабци (род Passer), снежне зебе (типично један род, Montifringilla), и камени врапци (Petronia и бледа камена зеба). Ове групе су сличне једна другој, и свака је прилично хомогена, посебно Passer. Неке класификације укључују и врабце-ткаче (Plocepasser) и неколико других афричких родова (иначе класификованих међу ткачима, Ploceidae) који су морфолошки слични са родом Passer. Према студији молекуларних и скелеталних доказа Јон Фјелдса и његових сарадника, Hypocryptadius cinnamomeus са Филипина, који се раније сматрао белооким, сестрински је таксон врабаца како их је дефинисао HBW. Према томе, они се класификују као засебна потпородица унутар Passeridae.
Многе ране класификације врабаца из Старог света сврставале су их као блиске рођаке птица ткалаца међу различитим породицама малих птица које једу семенке, на основу сличности њиховог понашања при размножавању, структуре кљуна и митарења, између осталих карактеристика. Неки познаваоци, почевши од П. П. Саскина током 1920-их, сврстали су врапце у породицу ткалаца као потпородицу Passerinae и везали их за Plocepasser. Још једна породица врапца са којом су класификовани су зебе (Fringillidae).
Неки ауторитети су раније класификовали сродну фамилију Estrildidae из тропа Старог света и Аустралазије као припаднике Passeridae. Као и врапци, ове зебе су мале, друштвене и често колонијалне, једу семенке, и имају кратке, широке, али шиљасте кљунове. Оне су углавном сличне по структури и навикама, али имају тенденцију да буду веома шарене и у великој мери варирају по изгледу свог перја. Таксономска схема Христидиса и Болеса из 2008. године наводи зебе као посебну породицу Estrildidae, остављајући само праве врапце у Passeridae.
Упркос извесној сличности као што је кљун птица које се хране семенкама и често добро обележене главе, врапци Новог света су чланови друге породице, Passerellidae, са 29 признатих родова. Неколико врста у овој породици су истакнуте птице певачице. Врапци Новог света су у сродству са родом Emberiza Старог света и до 2017. године били су укључени у породицу Emberizidae. Врабац врсте Prunella modularis је несродан. Та врста је само по имену врабац, релик старе праксе да се више врста малих птица назива „врапцима”. Још неколико врста птица се такође називају врапци, као што је јавански врабац, који је заправо зеба.

## Потпородице
- Потпородица 
  - Род 
  - Род 
  - Род 
  - Род
- Потпородица 
  - Род

### Некада укључиване у
- Потпородица 
  - Племе 
  - Племе
- Потпородица
- Потпородица
- Потпородица

## Дистрибуција и станиште
Врапци су аутохтони у Европи, Африци и Азији. У Америку, Аустралију и остале делове света, досељеници су увезли неке врсте, које су се брзо прилагодиле, посебно у градовима и деградираним подручјима. Домаћи врапци, на пример, данас насељавају читаву Северну Америку, целу Аустралију, осим Западне Аустралије, поједине делове јужне и источне Африке, а и већи део Јужне Америке.
Врапци Старог света су углавном птице отворених станишта, укључујући травњаке, пустиње и шипражје. Снежне зебе и врапци су све врсте високих географских ширина. Неколико врста, као што је евроазијски врабац, насељава отворене шуме. Аберантни Hypocryptadius cinnamomeus има најнеобичније станиште у породици, насељавајући крошње praшуме на Филипинима.